# التشهد
التَّشَهُّد من الأركان التي لا تصح الصلاة في الإسلام إلا بها، ومن يتدبر كلمات التشهد يجد في نفسه الراحة والطمأنينة

## التحيات
صيغة التشهد:
ويلي التشهد الصلاة الإبراهيمية ونصها:

## الصيغة الصحيحة للتشهد الأخير في الصلاة
وردت عدة صيغ للتشهد ثابتة عن رسول الله منها:
ما أخرجه البخاري ومسلم وابن أبي شيبة عن ابن مسعود قال: علمني رسول الله التشهد، وكفي بين كفيه، كما يعلمني السورة من القرآن: التحيات لله والصلوات والطيبات، السلام عليك أيها النبي ورحمة الله وبركاته، السلام علينا، وعلى عباد الله الصالحين.
- فإنه إذا قال ذلك أصاب كل عبد صالح في السماء والأرض - أشهد أن لا إله إلا الله، وأشهد أن محمداً عبده ورسوله".
وهو بين ظهرانينا، فلما قبض قلنا السلام على النبي. انتهى.
وأخرج مسلم والنسائي عن ابن عباس قال: كان رسول الله يعلمنا التشهد كما يعلمنا السورة من القرآن، فكان يقول: التحيات المباركات الصلوات الطيبات لله، السلام عليك أيها النبي ورحمة الله وبركاته، السلام علينا، وعلى عباد الله الصالحين، أشهد أن لا إله إلا الله، وأشهد أن محمداً رسول الله.
وفي رواية عبده ورسوله. انتهى.
وأخرج أبو داود والدارقطني عن ابن عمر عن رسول الله أنه قال في التشهد: "التحيات لله والصلوات والطيبات، السلام عليك أيها النبي ورحمة الله. - قال ابن عمر: زدت فيها وبركاته - السلام علينا، وعلى عباد الله الصالحين، أشهد أن لا إله إلا الله - قال ابن عمر: وزدت فيها وحده لا شريك له - وأشهد أن محمداً عبده ورسوله.
وأخرج مسلم وأبو داود ومحمد بن ماجه عن أبي موسى الأشعري قال: قال رسول الله : «... وإذا كان عند القعدة فليكن من أول قول أحدكم: التحيات الطيبات الصلوات لله، السلام عليك أيها النبي ورحمة الله وبركاته، السلام علينا، وعلى عباد الله الصالحين، أشهد أن لا إله إلا الله وحده لا شريك له، وأشهد أن محمداً عبده ورسوله».
وأخرج ابن أبي شيبة والبيهقي - والسياق له - عن القاسم بن محمد: كانت عائشة تعلمنا التشهد وتشير بيدها تقول: التحيات الطيبات الصلوات الزاكيات لله، السلام على النبي.. إلى آخر تشهد ابن مسعود.
«عن أبي وائل عن عبد الله بن مسعود رضي الله عنه قال: كنا نقول التحية في الصلاة ونسمي ويسلم بعضنا على بعض، فسمعه رسول الله صلى الله عليه وسلم فقال: قولوا التحيات لله والصلوات والطيبات السلام عليك أيها النبي ورحمة الله وبركاته السلام علينا وعلى عباد الله الصالحين أشهد أن لا إله إلا الله وأشهد أن محمدا عبده ورسوله، فإنكم إذا فعلتم ذلك فقد سلمتم على كل عبد لله صالح في السماء والأرض».